# ベンジー・マッデン
ベンジャミン・リーヴァイ・"ベンジー"・マッデン (Benjamin Levi "Benji" Madden、1979年3月11日 - ) はアメリカ合衆国のミュージシャン。グッド・シャーロットのメンバー。
双子の弟にジョエル・マッデンがいる。
2015年、女優のキャメロン・ディアスと結婚した。